# Ла-Ліга 1933—1934
Сезон 1933–34 в Ла Лізі — футбольне змагання у найвищому дивізіоні чемпіонату Іспанії, що проходило між 5 листопада 1933 та 4 березня 1934 року. Став 6-м турніром з моменту заснування Ла Ліги. Участь у змаганні взяли 10 команд, які провели одна з одною по дві гри — одній вдома та одній у гостях. З наступного сезону кількість команд-учасниць турніру в Ла Лізі збільшувалася до 12, тож за результатами сезону 1933–34 жодна з команд вищого дивізіону його не полишала, натомість до них додавалися дві найкращі команди з Сегунди.
Переможцем турніру став один з лідерів іспанського футболу 1930-х клуб «Атлетик» (Більбао), для якого цей чемпіонський титул став третім в історії.  
| Чемпіон Іспанії 1933/1934     |
| ----------------------------- |
| «Атлетик» (Більбао) 3-й титул |

## Підсумкова турнірна таблиця
|                 |     | Турнірна таблиця 1933-34 | О  | І  | В  | Н | П  | М+ | М- | РМ  |
| --------------- | --- | ------------------------ | -- | -- | -- | - | -- | -- | -- | --- |
| Чемпіон Іспанії | 1.  | «Атлетик» (Більбао)      | 24 | 18 | 11 | 2 | 5  | 61 | 27 | +34 |
|                 | 2.  | «Мадрид»                 | 22 | 18 | 10 | 2 | 6  | 41 | 29 | +12 |
|                 | 3.  | «Расінг» (Сантандер)     | 19 | 18 | 9  | 1 | 8  | 38 | 39 | -1  |
|                 | 4.  | «Бетіс»                  | 19 | 18 | 9  | 1 | 8  | 29 | 36 | -7  |
|                 | 5.  | «Доностія»               | 18 | 18 | 7  | 4 | 7  | 29 | 33 | -4  |
|                 | 6.  | «Ов'єдо»                 | 18 | 18 | 8  | 2 | 8  | 51 | 45 | +6  |
|                 | 7.  | «Валенсія»               | 17 | 18 | 7  | 3 | 8  | 28 | 38 | -10 |
|                 | 8.  | «Еспаньйол»              | 17 | 18 | 7  | 3 | 8  | 41 | 42 | -1  |
|                 | 9.  | «Барселона»              | 16 | 18 | 8  | 0 | 10 | 42 | 40 | +2  |
|                 | 10. | «Аренас»                 | 10 | 18 | 3  | 4 | 11 | 18 | 49 | -31 |

## Результати
|                      | Аре | Ат(Б) | Бар | Бет | Дон | Есп | Мад | Овд | Рас | Вал |
| «Аренас»             |     | 2-0   | 3-1 | 0-1 | 0-0 | 1-2 | 3-3 | 1-1 | 2-1 | 1-2 |
| «Атлетик» (Більбао)  | 9-0 |       | 6-1 | 5-0 | 2-1 | 5-0 | 5-1 | 6-2 | 3-1 | 6-2 |
| «Барселона»          | 4-0 | 2-1   |     | 5-1 | 4-0 | 5-0 | 1-2 | 2-0 | 6-3 | 5-2 |
| «Бетіс»              | 2-0 | 1-3   | 1-0 |     | 1-1 | 3-1 | 2-1 | 4-2 | 2-1 | 2-1 |
| «Доностія»           | 4-1 | 3-0   | 2-0 | 3-2 |     | 3-3 | 0-3 | 3-1 | 2-1 | 3-1 |
| «Еспаньйол»          | 6-2 | 1-4   | 3-2 | 3-1 | 4-0 |     | 2-2 | 5-2 | 5-0 | 2-2 |
| «Мадрид»             | 2-1 | 3-0   | 4-0 | 0-1 | 2-0 | 3-2 |     | 5-1 | 1-0 | 3-2 |
| «Ов'єдо»             | 7-0 | 2-2   | 7-3 | 4-3 | 3-2 | 3-1 | 3-2 |     | 3-1 | 7-0 |
| «Расінг» (Сантандер) | 4-1 | 3-2   | 3-1 | 4-1 | 1-1 | 3-1 | 4-3 | 4-3 |     | 2-1 |
| «Валенсія»           | 0-0 | 2-2   | 2-0 | 2-1 | 4-1 | 1-0 | 2-1 | 1-0 | 1-2 |     |

## Бомбардири
Найкращим бомбардиром Прімери сезону 1933–34 став нападник клубу «Ов'єдо» Ісідро Лангара, який протягом чемпіонату 27 разів відзначався забитими голами.  
Найкращі бомбардири сезону:
|  | Голів | Бомбардир          | Команда     |
|  | ----- | ------------------ | ----------- |
|  | 27    | Ісідро Лангара     | «Ов'єдо»    |
|  | 18    | Франсіско Іріондо  | «Еспаньйол» |
|  | 17    | Хосе Ірарагоррі    | «Атлетик»   |
|  | 14    | Бата               | «Атлетик»   |
|  | 14    | Гільєрмо Горостіса | «Атлетик»   |
|  | 13    | Марті Вентольра    | «Барселона» |
|  | 12    | Луїс Регейро       | «Мадрид»    |
|  | 11    | Сімон Лекуе        | «Бетіс»     |
|  | 11    | Вікторіо Унамуно   | «Бетіс»     |
|  | 11    | Ерреріта           | «Ов'єдо»    |
|  |       |                    |             |

## Чемпіони
Футболісти «Атлетіка», які протягом турніру були гравцями основного складу:
- Грегоріо Бласко (14 матчів)
- Хосе Мугерса (18)
- Хосе Кастельяно (15)
- Леонардо Сілауррен (13)
- Роберто Ечебаррія (17)
- Херардо Більбао (9, 1)
- Бата (17, 14)
- Ігнасіо Агірресебала (17, 7)
- Хосе Ірарагоррі (17, 17)
- Рамон де ла Фуенте (17, 3)
- Гільєрмо Горостіса (15, 14)

Резерв: Хосе Іспісуа (4), Хуан Гарісурієта (8), Хуан Уркізу Сустаєта (5), Луїс Сабала (5), Хав'єр Маренаті (4), Хосе Кареага (2), Луїс Урібе (1).
Тренер: Патрісіо Кайседо.

## Рекорди сезону
- Найбільше перемог: «Атлетик» (Більбао) (11)
- Найменше поразок: «Атлетик» (Більбао) (5)
- Найкраща атака: «Атлетик» (Більбао) (61 забито)
- Найкращий захист: «Атлетик» (Більбао) (27 пропущено)
- Найкраща різниця голів: «Атлетик» (Більбао) (+34)

- Найбільше нічиїх: «Доностія», «Аренас» (4)
- Найменше нічиїх: «Барселона» (0)

- Найбільше поразок: «Аренас» (11)
- Найменше перемог: «Аренас» (3)

- Найгірша атака: «Аренас» (18 забито)
- Найгірший захист: «Аренас» (49 пропущено)
- Найгірша різниця голів: «Аренас» (-31)